# Maria Riccarda Wesseling

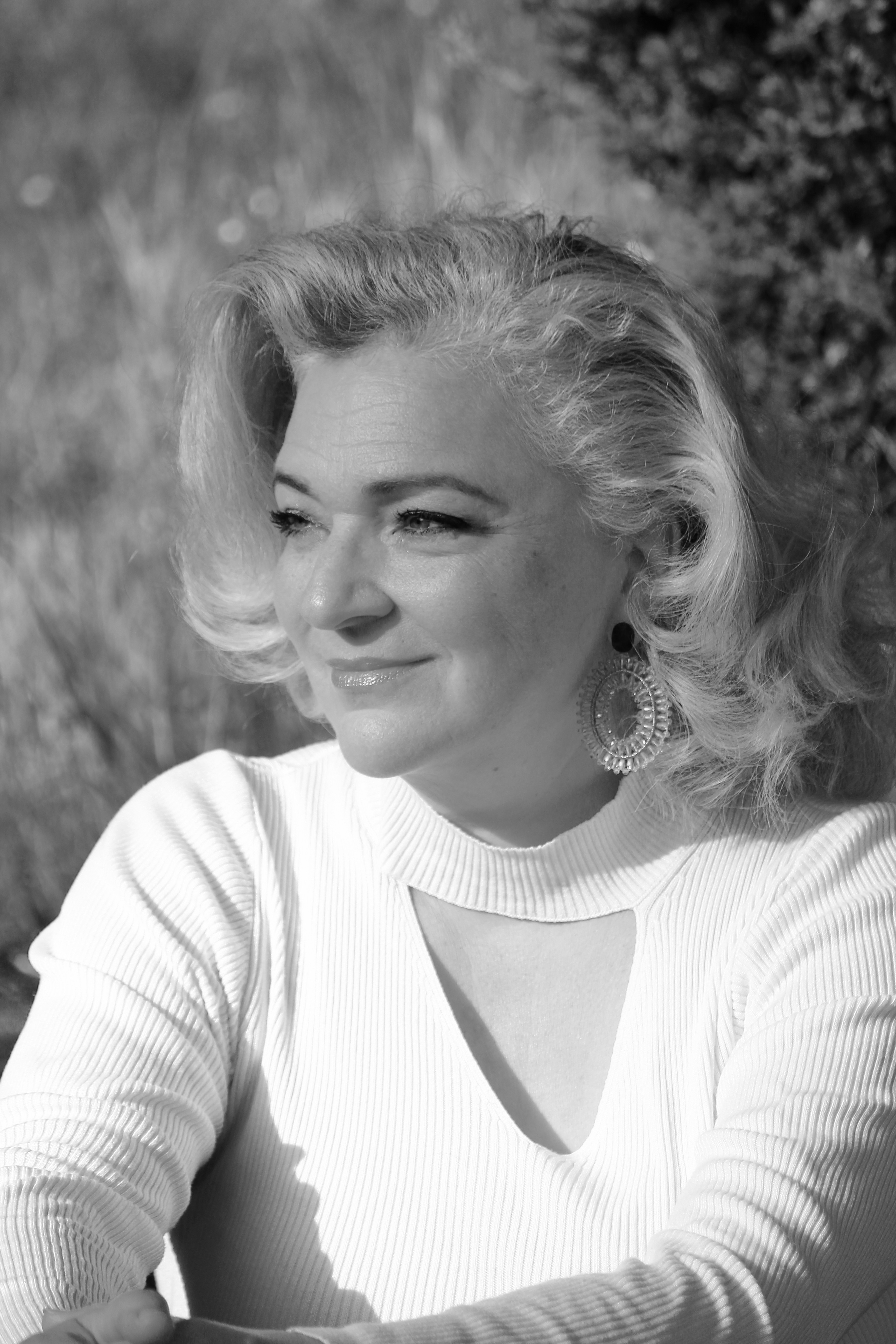
Maria Riccarda Wesseling 2023

Maria Riccarda Wesseling (* 10. Januar 1969 in Wattwil) ist eine schweizerisch-niederländische Opernsängerin (Mezzosopran) und Regisseurin.

## Leben
Wesseling studierte Gesang bei Hedwig Vonlanthen in Solothurn, Elisabeth Glauser (Musikhochschule Bern) und Don Marrazzo.
Bereits während ihres Studiums verkörperte sie die Titelrolle in Rossinis Cenerentola in einer Tournee mit dem Orchestre National de Lille. Während der ersten Jahre ihrer Karrière war sie fester Gast am Stadttheater Bern, wo sie Partien wie Kassandra (Troades von Aribert Reimann), Fenena (Nabucco), Enrichetta (I puritani), Olga (Tri Sestri von Péter Eötvös), Idamante (Idomeneo), Cesare (Giulio Cesare) sowie die Titelrolle in Bizets Carmen verkörperte. Während der ersten Jahre ihrer Karrière sang sie zahlreiche tragende Händelpartien wie Rinaldo (Luzern), Amadigi (Händel-Festspiele Halle, Festival de Radio France Montpellier), Sesto in Giulio Cesare (Festival de Beaune), Medea in Teseo (Händel-Festspiele Halle) oder Dejanira in Hercules (Potsdam). 
Ihren internationalen Durchbruch feierte sie 2006 mit einem kurzfristiges Einspringen an der Pariser Oper in der Titelrolle von Glucks Iphigénie en Tauride. Regie führte Krzysztof Warlikowski, am Pult stand Marc Minkowski. Die Iphigénie sang sie 2011 auch am Teatro Real in Madrid, diesmal in der Regie von Robert Carsen und unter Leitung von Thomas Hengelbrock. Unter Hengelbrocks Leitung sang sie auch den Orpheus in Glucks Orfeo ed Euridice. Diese Produktion von Pina Bausch wurde auf arte ausgestrahlt und war bisher in mehreren Spielzeiten an der Pariser Oper, im antiken Theater Epidauros, im Lincoln Center New York und am Teatro Real zu sehen. Am Teatro Real gastierte sie 2012 ebenfalls als Ottavia in Monteverdis L’incoronazione di Poppea, diesmal unter Leitung von Sylvain Cambreling.
Von Offenbach verkörperte sie die Hélène in La belle Hélène (Bordeaux) und Métella in La vie parisienne in der Inszenierung von Laurent Pelly (Lyon). Ein weiterer Pfeiler ihrer Karrière ist die zeitgenössische Oper. Beispiele sind die Titelpartie in Hans Werner Henzes Phaedra bei der Uraufführung an der Staatsoper Berlin, an der Monnaie in Brüssel und im Barbican Centre London, Pélérin in Kaija Saariahos L’amour de loin an der Finnischen Nationaloper, Irma in Péter Eötvös’ Le Balcon in Bordeaux, Malaspina in Salvatore Sciarrinos Luci mie traditrici in Lyon, Claude Viviers Wo bist Du, Licht bei der Ruhrtriennale, die Königin in Heinz Holligers Schneewittchen in der Inszenierung von Achim Freyer (Basel). Weitere Partien waren Carmen (Bilbao), Giulietta in Hoffmanns Erzählungen in der Inszenierung von Olivier Py (Genève), Marguerite in La damnation de Faust (Stuttgart und Gent), Fricka in Rheingold (Ruhrtriennale 2015). 2017 sang sie die Titelpartie in der Uraufführung der Oper Annas Maske von David Philip Hefti. 2023 singt sie Rollen des dramatischen Altfachs wie Jezibaba in Rusalka, Kabanicha in Katja Kabanova, Begbick in "Aufstieg und Fall der Stadt Mahagonny".
Neben ihrer Operntätigkeit trat sie auch im Konzertbereich in Erscheinung, z. B. in Hector Berlioz’ Les nuits d’été mit dem Concertgebouw-Orchester unter Leitung von David Zinman, der Altpartie in der Johannespassion mit dem Gewandhausorchester unter Leitung von Riccardo Chailly, Mahlers Lied von der Erde und Kindertotenlieder. Sie gab regelmässig Liederabende (z. B. im Gewandhaus Leipzig, in der Tonhalle Zürich, im Concertgebouw Amsterdam und im Palazetto Bru Zane in Venedig).
Im Januar 2018 legte Maria Riccarda Wesseling mit einer Inszenierung von Brittens The Rape of Lucretia bei der Dutch National Opera Academy ihre erste Regiearbeit vor. Diese Produktion wird 2027 von der Niederländischen Reisopera und der Nationalen Oper Amsterdam übernommen operabase.com. Im Stadtcasino Basel inszenierte sie 2022 Detlev Glanert's Oper "Die drei Rätsel" am Theater TOBS Biel/Solothurn 2023 Stravinskys "The Rake's progress". Im Sommer folgt 2024 Bizet's "Carmen" bei der Sommeroper Selzach.

## Diskografie
- David Philip Hefti: Night and shade (Neos)
- Bohuslav Martinu: Les larmes du couteau (Capriccio 2022)
- Paul Juon (1872-1940): Lieder  (coviello classics; 2016)
- Wien 1900. Orchesterlieder von Arnold Schönberg, Alban Berg und Gustav Mahler (claves records)
- 3 portraits of mezzo-soprano heroines. Georg Friedrich Händel (claves records)
- Du bel canto au grand opéra français. (Orchestre symphonique de Mulhouse)
- Sous l’eau du songe. Lieder von Clara Schumann, Lili Boulanger und Alma Mahler (claves records)
- Richard Wagner: Werke für Kammerorchester (Original und Adaptationen) (coviello)
- Charles-Simon Catel: Sémiramis. Gesamteinspielung, Titelrolle (glossa)
- André-Ernest-Modeste Grétry: Andromaque. Gesamteinspielung, Hermione (glossa)
- Georg Friedrich Händel: Rodrigo. Gesamteinspielung, Titelrolle (ambroisie)
- Georg Friedrich Händel: Amadigi. Gesamteinspielung, Titelrolle (ambroisie)
- Georg Friedrich Händel: Der Messias. Altpartie (Harmonia Mundi)
- Christoph Willibald Gluck: Orpheus und Eurydike. Orpheus
- Jacques Offenbach: Les contes d’Hoffmann. Giulietta
- Jacques Offenbach: La vie parisienne. Métella
- Georg Friedrich Händel: Teseo. Medea

## Auszeichnungen
- Silbermedaille (2. Preis) beim Internationalen Robert-Schumann-Wettbewerb 1996 Zwickau
- Eliette-von-Karajan-Preis 2002
- Kulturpreis für Musik des Kantons Solothurn 2004
- Anerkennungspreis der Stadt Chur 2007
- Anerkennungspreis des Kantons Graubünden 2014